# Praia de Porto das Dunas
Parte do complexo Parque Aquático Beach Park

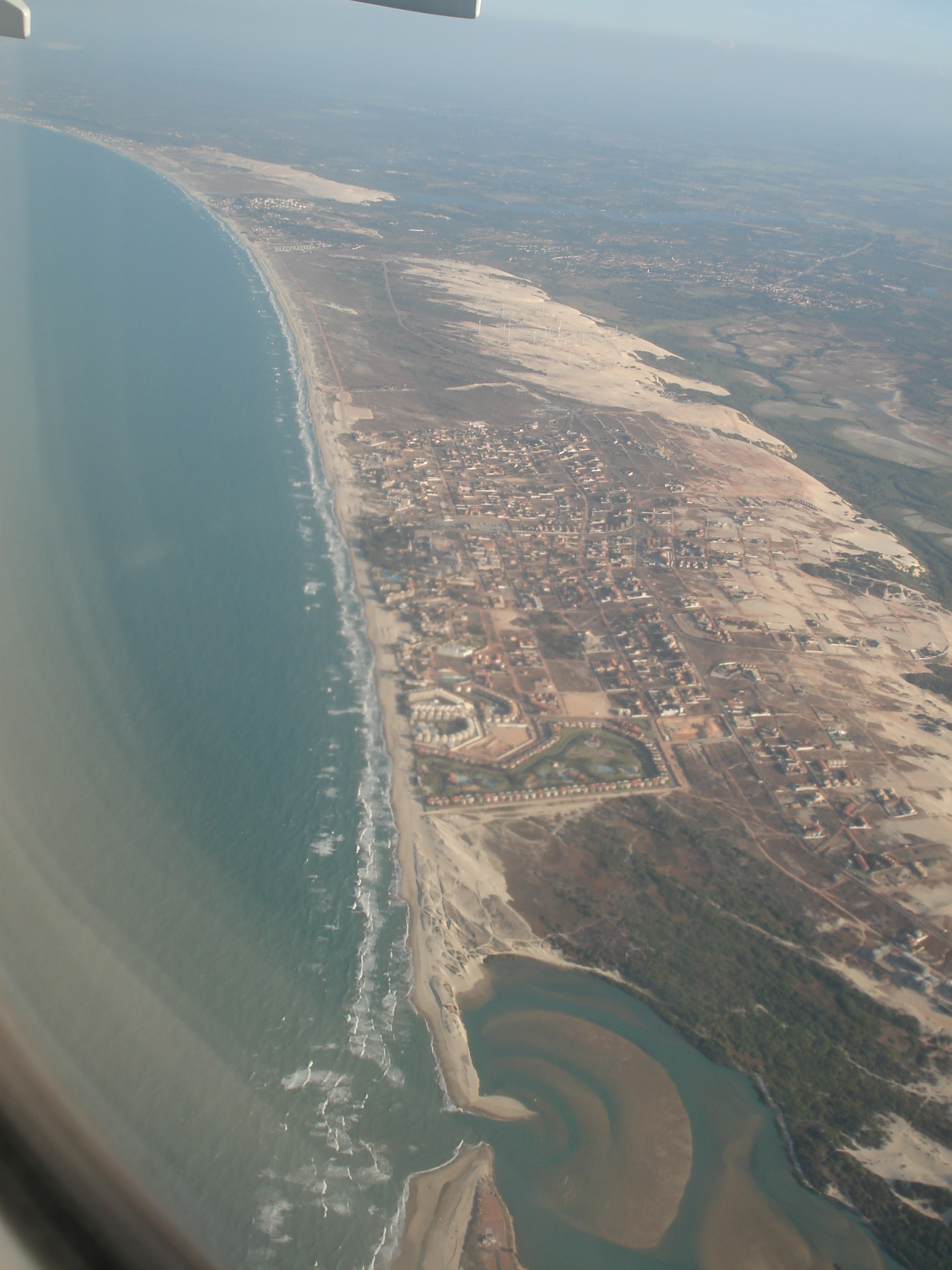
Vista aérea do Porto das Dunas

Praia Porto das Dunas é uma das praias mais conhecidas do município de Aquiraz, estado do Ceará.  É uma das 10 praias mais visitadas do estado.
Inicialmente, era conhecida como Barra do Pacoti, pois um dos seus limites naturais é a foz do Rio Pacoti. 

Está localizada a 20 km de Fortaleza. É constituída por uma grande faixa de areia clara, com mar agitado, com boas ondas que atraem surfistas.
Possui infra-estrutura turística com hotéis, pousadas, resorts, bares e restaurantes. Abriga o maior parque aquático da América Latina, o Beach Park.
No Porto Das Dunas, também e realizada anualmente a festa do seu padroeiro São Francisco das Chagas. As festas em homenagem ao seu padroeiro são sempre comemoradas dos dias 25/09 à 04/10.